# Paradelphomyia recurvans
Paradelphomyia recurvans är en tvåvingeart som beskrevs av Alexander 1956. Paradelphomyia recurvans ingår i släktet Paradelphomyia och familjen småharkrankar.
Artens utbredningsområde är Uganda. Inga underarter finns listade i Catalogue of Life.